# Ульрих фон Дорнум
Ульрих фон Дорнум (з.-фриз. Ulrik fan Dornum, нем. Ulrich von Dornum; 1465/1466 — 12 марта 1536, Ольдерзум) — восточнофризский государственный деятель из рода Аттена. Он был сыном восточнофризского хофтлинга Зибета Аттены и его второй жены Маргарете фон Вестерволде.
Благодаря женитьбе на Эссе фон Ольдерзум в 1494 году Ульрих фон Дорнум стал владельцем половины сеньории Ольдерзум, а также Ярсума и Виддельсвера. Напротив, его старший сводный брат Херо Омкенс отказался от своего наследства в Харлингерланде, которое его отец указал в своем завещании. Эсса фон Ольдерзум умерла в 1515 году. Поскольку её брак оставался бездетным, её наследство по закону и договору перешло к дому Ольдерзум. В 1519 году Ульрих женился во второй раз на Химе фон Гримерзум.
В июне 1526 года Ульрих фон Дорнум инициировал и организовал так называемый Ольдерзумский коллоквиум в церкви Ольдерзума. Стенограмма Ольдерзумского диспута, написанная им, была напечатана в том же году Николаусом Ширленцем в Виттенберге. Распространением этого труда Ульрих фон Дорнум внёс решающий вклад в широкое распространение и быстрое осуществление Реформации в Восточной Фризии.